# Данак
Данак (лат. tributum) означава сваку материјалну обавезу коју је кроз историју неко насеље, град или држава било дужно испунити према некој другој држави.
Данак се плаћао у различите сврхе. Некада је то представљало симболичко исказивање поштовања и вјерности неком владару, некада одредбу међународног уговора који је са собом повлачио реципрочне обавезе друге стране, а некада се испуњавао под силом, односно искључива сврха му је била да одврати војни напад, пљачку или поробљавање од друге стране.
Данак се врло често везује за вазални однос, односно финансијске обавезе вазала према свом сизерену. У међународним односима плаћање данка је такође често подразумијевало вазални однос, најчешће града-државе или мањег краљевства према неком великом царству. Такви ентитети који су плаћали данак се називају трибутарне државе.
Данак је са развојем међународног права и нестанком феудализма поступно нестао из јавног живота, али се зато преселио у сферу организованог криминала гдје је познат под савременим називом рекет.